# Nesøya
Nesøya est une petite île de la commune d'Asker, en Norvège. Elle est rattachée au continent par un pont.

## Description
Cette île de 3,2 km2 est connue pour être le lieu de résidence d'un certain nombre de célébrités norvégiennes ou de membres de l'élite financière.

### Réserve naturelle
Une grande partie de l'est de l'île est une réserve naturelle : 
la Réserve naturelle de Nesøytjern qui se situe sur l'étang de l'île.